# Pentidotea recta
Pentidotea recta är en kräftdjursart som beskrevs av Rafi och Diana R. Laubitz 1990. Pentidotea recta ingår i släktet Pentidotea och familjen tånglöss. Inga underarter finns listade i Catalogue of Life.